# Campeonato Mineiro de Voleibol Masculino de 2018
O Campeonato Mineiro de Voleibol Masculino de 2018 foi a edição desta competição organizada pela Federação Mineira de Vôlei. Participaram do torneio quatro equipes provenientes dos municípios mineiros Belo Horizonte, Contagem, Juiz de Fora e Lavras, os jogos acontecendo nas tres ultimas cidades citada e também em Três Corações.
O Sada Cruzeiro conquista o eneacampeonato consecutivamente, e o ponteiro Rodrigo Leão, jogador do clube campeão, foi eleito o melhor jogador do Campeonato.

## Sistema de Disputa
O torneio foi disputado em fase classificatória, totalizando doze jogos (pontos corridos), e fase final abrangendo semifinal, final e disputa de terceiro lugar, definindo assim o pódio.

## Equipes Participantes
Equipes que disputam a Campeonato Mineiro de Voleibol Masculino de 2018:
| Equipe             | Cidade         | Última participação | Mineiro 2017 |
| ------------------ | -------------- | ------------------- | ------------ |
| Sada Cruzeiro      | Contagem       | Mineiro 2017        | 1º           |
| Minas Tênis Clube  | Belo Horizonte | Mineiro 2017        | 2º           |
| Juiz de Fora Vôlei | Juiz de Fora   | Mineiro 2017        | 4º           |
| Lavras Vôlei       | Lavras         | Mineiro 2017        | Estreante    |

### Classificação
- Vitória por 3 sets a 0 ou 3 a 1: 3 pontos para o vencedor;
- Vitória por 3 sets a 2: 2 pontos para o vencedor e 1 ponto para o perdedor.
- Não comparecimento, a equipe perde 2 pontos.
- Em caso de igualdade por pontos, os seguintes critérios servem como desempate: número de vitórias, média de sets e média de pontos.

## Fase classificatória
|  |                                     |
|  | Equipe classificada às semi-finais. |

|     |                    |     | Jogos | Jogos | Jogos | Resultados | Resultados | Resultados | Resultados | Resultados | Resultados | Sets | Sets | Sets  | Pontos | Pontos | Pontos |
| Pos | Equipe             | Pts | T     | V     | D     | 3–0        | 3–1        | 3–2        | 2–3        | 1–3        | 0–3        | V    | P    | R     | V      | P      | R      |
| --- | ------------------ | --- | ----- | ----- | ----- | ---------- | ---------- | ---------- | ---------- | ---------- | ---------- | ---- | ---- | ----- | ------ | ------ | ------ |
| 1   | Sada Cruzeiro      | 16  | 6     | 5     | 1     | 5          | 0          | 0          | 1          | 0          | 0          | 17   | 3    | 5.667 | 474    | 402    | 1.179  |
| 2   | Minas Tênis Clube  | 14  | 6     | 5     | 1     | 1          | 3          | 1          | 0          | 0          | 1          | 15   | 8    | 1.875 | 542    | 471    | 1.151  |
| 4   | Lavras Vôlei       | 6   | 6     | 2     | 4     | 1          | 1          | 0          | 0          | 2          | 2          | 8    | 13   | 0.615 | 466    | 484    | 0.963  |
| 3   | Juiz de Fora Vôlei | 0   | 6     | 0     | 6     | 0          | 0          | 0          | 0          | 2          | 4          | 2    | 18   | 0.111 | 374    | 498    | 0.751  |

Resultados
| 7 de setembro de 2018 17:00 Relatório | Juiz de Fora Vôlei | 0 — 3             | Sada Cruzeiro | Ginásio da UFJF, Juiz de Fora |
| 7 de setembro de 2018 17:00 Relatório | 21 16 17           | Set 1 Set 2 Set 3 | 25            | Ginásio da UFJF, Juiz de Fora |

| 9 de setembro de 2018 11:00 Relatório | Juiz de Fora Vôlei | 1 — 3                   | Minas Tênis Clube | Ginásio da UFJF, Juiz de Fora |
| 9 de setembro de 2018 11:00 Relatório | 25 19 17 18        | Set 1 Set 2 Set 3 Set 4 | 23 25             | Ginásio da UFJF, Juiz de Fora |

| 11 de setembro de 2018 20:00 Relatório | Minas Tênis Clube | 3 — 0             | Juiz de Fora Vôlei | Ginásio Pelezão, Três Corações |
| 11 de setembro de 2018 20:00 Relatório | 25                | Set 1 Set 2 Set 3 | 17 14              | Ginásio Pelezão, Três Corações |

| 13 de setembro de 2018 20:00 Relatório | Minas Tênis Clube | 3 — 1                   | Lavras Vôlei | Ginásio Pelezão, Três Corações |
| 13 de setembro de 2018 20:00 Relatório | 23 25             | Set 1 Set 2 Set 3 Set 4 | 25 21 22 17  | Ginásio Pelezão, Três Corações |

| 15 de setembro de 2018 19:00 Relatório | Minas Tênis Clube | 3 — 2                         | Sada Cruzeiro  | Ginásio Pelezão, Três Corações |
| 15 de setembro de 2018 19:00 Relatório | 22 25 20 15       | Set 1 Set 2 Set 3 Set 4 Set 5 | 25 19 17 25 12 | Ginásio Pelezão, Três Corações |

| 17 de setembro de 2018 20:00 Relatório | Lavras Vôlei | 1 — 3                   | Minas Tênis Clube | Ginásio do Lavras Tênis Clube, Lavras |
| 17 de setembro de 2018 20:00 Relatório | 22 20 27 17  | Set 1 Set 2 Set 3 Set 4 | 25                | Ginásio do Lavras Tênis Clube, Lavras |

| 19 de setembro de 2018 20:00 Relatório | Lavras Vôlei | 3 — 1                   | Juiz de Fora Vôlei | Ginásio do Lavras Tênis Clube, Lavras |
| 19 de setembro de 2018 20:00 Relatório | 25           | Set 1 Set 2 Set 3 Set 4 | 18 27 17 18        | Ginásio do Lavras Tênis Clube, Lavras |

| 21 de setembro de 2018 20:00 Relatório | Lavras Vôlei | 0 — 3             | Sada Cruzeiro | Ginásio do Lavras Tênis Clube, Lavras |
| 21 de setembro de 2018 20:00 Relatório | 20 19        | Set 1 Set 2 Set 3 | 25            | Ginásio do Lavras Tênis Clube, Lavras |

| 27 de setembro de 2018 19:30 Relatório | Juiz de Fora Vôlei | 0 — 3             | Lavras Vôlei | Ginásio da UFJF, Juiz de Fora |
| 27 de setembro de 2018 19:30 Relatório | 22 17              | Set 1 Set 2 Set 3 | 25           | Ginásio da UFJF, Juiz de Fora |

| 3 de outubro de 2018 20:00 Relatório | Sada Cruzeiro | 3 — 0             | Juiz de Fora Vôlei | Ginásio Poliesportivo do Riacho, Contagem |
| 3 de outubro de 2018 20:00 Relatório | 25            | Set 1 Set 2 Set 3 | 19                 | Ginásio Poliesportivo do Riacho, Contagem |

| 5 de outubro de 2018 20:00 Relatório | Sada Cruzeiro | 3 — 0             | Lavras Vôlei | Ginásio Poliesportivo do Riacho, Contagem |
| 5 de outubro de 2018 20:00 Relatório | 25 26         | Set 1 Set 2 Set 3 | 17 21 24     | Ginásio Poliesportivo do Riacho, Contagem |

| 9 de outubro de 2018 20:00 Relatório | Sada Cruzeiro | 3 — 0             | Minas Tênis Clube | Ginásio Poliesportivo do Riacho, Contagem |
| 9 de outubro de 2018 20:00 Relatório | 25            | Set 1 Set 2 Set 3 | 23 22 19          | Ginásio Poliesportivo do Riacho, Contagem |

## Fase final
- Todos os jogos no horário do Brasil.
- Local:Ginásio Poliesportivo do Riacho, Contagem

|  | Semifinais            | Semifinais            |   |                       | Final                 | Final |  |
|  |                       |                       |   |                       |                       |       |  |
|  | 12 de outubro - 16ː30 |                       |   |                       |                       |       |  |
|  | Minas Tênis Clube     | 3                     |   |                       |                       |       |  |
|  | Lavras Vôlei          | 1                     |   |                       |                       |       |  |
|  |                       |                       |   |                       |                       |       |  |
|  |                       |                       |   |                       | 13 de outubro - 19ː00 |       |  |
|  |                       |                       |   |                       | Sada Cruzeiro         | 3     |  |
|  |                       | Minas Tênis Clube     | 2 |                       |                       |       |  |
|  |                       |                       |   |                       |                       |       |  |
|  |                       |                       |   |                       |                       |       |  |
|  |                       |                       |   |                       | Terceiro lugar        |       |  |
|  | 12 de outubro - 19ː00 | 12 de outubro - 19ː00 |   | 13 de outubro - 16ː30 | 13 de outubro - 16ː30 |       |  |
|  | Sada Cruzeiro         | 3                     |   | Lavras Vôlei          | 3                     |       |  |
|  | Juiz de Fora Vôlei    | 0                     |   |                       | Juiz de Fora Vôlei    | 0     |  |

### Semifinal
| 12 de outubro de 2018 16ː30 Relatório | Minas Tênis Clube | 3 — 1                   | Lavras Vôlei | Ginásio Poliesportivo do Riacho, Contagem |
| 12 de outubro de 2018 16ː30 Relatório | 25 22 25          | Set 1 Set 2 Set 3 Set 4 | 19 25 15 20  | Ginásio Poliesportivo do Riacho, Contagem |

| 12 de outubro de 2018 19ː00 Relatório | Sada Cruzeiro | 3 — 0             | Juiz de Fora Vôlei | Ginásio Poliesportivo do Riacho, Contagem |
| 12 de outubro de 2018 19ː00 Relatório | 25            | Set 1 Set 2 Set 3 | 22 19 21           | Ginásio Poliesportivo do Riacho, Contagem |

### Terceiro lugar
| 13 de outubro de 2018 16ː30 Relatório | Lavras Vôlei | 3 — 0             | Juiz de Fora Vôlei | Ginásio Poliesportivo do Riacho, Contagem |
| 13 de outubro de 2018 16ː30 Relatório | 25           | Set 1 Set 2 Set 3 | 22 20              | Ginásio Poliesportivo do Riacho, Contagem |

### Final
| 13 de outubro de 2018 19ː00 Relatório | Sada Cruzeiro  | 3 — 2                         | Minas Tênis Clube | Ginásio Poliesportivo do Riacho, Contagem |
| 13 de outubro de 2018 19ː00 Relatório | 33 22 25 23 15 | Set 1 Set 2 Set 3 Set 4 Set 5 | 31 25 19 25 12    | Ginásio Poliesportivo do Riacho, Contagem |

## Classificação final
| Classficação | Equipe             |
| ------------ | ------------------ |
| 1            | Sada Cruzeiro      |
| 2            | Minas Tênis Clube  |
| 3            | Lavras Vôlei       |
| 4            | Juiz de Fora Vôlei |

## Premiações
| Campeonato Mineiro de 2018              |
| --------------------------------------- |
| Sada Cruzeiro Vôlei Campeão (9º título) |